# 애프터 클럽
《애프터 클럽》은 우효, 슬리피, 미란이, 푸디토리움, 윤덕원, 임헌일, 마크툽까지 7명의 진행으로 SBS 파워FM에서 방송중인 일명 실험이라 할 수 있는 클럽 느낌의 새로운 전문 DJ 라디오 음악프로그램이다. 이 프로그램은 장르와 국경에 얽매이지 않는 전혀 색다른 음악을 제공한다. 배철수의 음악캠프 화요일 코너 `배.신의 한수`에서 화려한 입담으로 사랑받았던 배순탁과 KBS 2TV 《톱밴드》에서 그룹 ‘포’로 활동한 DJ 물렁곈, 음악감독으로도 유명한 푸디토리움과 소울스케이프, 프릭하우즈, 그리고 힙합계에서 유명세를 떨친 프라이머리, 박주원이 각 DJ의 개성에 따라 7인 7색 스타일로 요일별 DJ를 맡았다가, 2014년 SBS 파워FM 봄 개편으로 인해서 물렁곈은 김예림, 프라이머리는 검정치마로 진행자가 변경되었고 2016년 봄개편 때는 화요일 진행자가 정기고에서 계피로 변경되었다. 그 후 2018년 가을개편으로 월요일의 진행자로 알리가 하차하면서 이진아가 합류하고 기존의 화요일 진행자였던 홍대광이 하차하고 슬리피, 한해 두 래퍼가 공동DJ로 같이 진행을 하게 되었으나 한해가 군 입대로 인하여 하차하였다. 동시에 선우정아가 하차하고 스텔라장이 새로 합류했다. 이후 DJ 소울스케이프와 검정치마는 하차하고 김필, 마크툽으로 진행자가 변경되었다.
2024년 이진아가 하차하고 우효가 새로 합류했다. 2023년 4월 15일에 방송 10주년을 맞는다.

## 요일별 DJ
| 요일 | DJ         | 부제                           |
| ---- | ---------- | ------------------------------ |
| 월   | 우효       | 자고있을레게                   |
| 화   | 슬리피     | Are You Sleepy?                |
| 수   | 미란이     | 한시라니                       |
| 목   | 푸디토리움 | 야간 공작소                    |
| 금   | 윤덕원     | 이웃에 방해가 되지 않는 선에서 |
| 토   | 임헌일     | Faling in love                 |
| 일   | 마크툽     | To You My Light                |

1. ↑  한해 입대로 인한 단독진행.

## 일부 지역 자체 방송
다음 지역민방 프로그램은 1시에 방송된다. 단, KNN 파워FM, TBC Dream FM, kbc My FM, JTV MAGIC FM, ubc Green FM, CJB JOY FM, JIBS New Power FM은 애프터 클럽을 자체편성없이 그대로 내보낸다.
- 단, 본사 방송 수중계는 충북, 부산경남, 울산, 대구경북, 광주전남, 전북, 제주이다.

| 프로그램                                            | 지역           | 방송국       | 진행자      |
| --------------------------------------------------- | -------------- | ------------ | ----------- |
| 뮤우직포차 (01:00~02:00)                            | 대전·세종·충남 | TJB POWER FM | 최승희      |
| 심야영화관 (02:00~03:00)                            | 대전·세종·충남 | TJB POWER FM | 유지수      |
| 매일 그대와 이가연입니다 (재방송, 매일 01:00~02:00) | 강원특별자치도 | G1 Fresh FM  | 이가연      |
| 뮤직블로그 (02:00~03:00)                            | 강원특별자치도 | G1 Fresh FM  | 1부(박진형) |

## 비고
매달 마지막 주 화요일은 더 나은 방송수신을 위해 관악산 송신소와 동두천 중계소의 방송장비 기기점검으로 인해 새벽 2시~5시까지 계획정파를 실시하므로 새벽 2시까지 1시간만 방송된다. (애프터 클럽 2부, 김주우의 팝 스테이션)